# Concise Oxford English Dictionary
Le Concise Oxford English Dictionary (intitulé The Concise Oxford Dictionary jusqu'en 2002, et aussi connu sous l'abréviation COD) est probablement le plus connu des « petits » dictionnaires Oxford.
Il est utilisé par les Nations unies et l'OTAN comme autorité pour l'orthographe dans les documents rédigés en anglais.

## Histoire
Il a été lancé comme un produit dérivé de l’Oxford English Dictionary (OED), bien que la partie S-Z a dû être écrite avant que l’Oxford English Dictionary ait atteint ce stade. Depuis la dixième édition, il est basé sur l’Oxford Dictionary of English.
La dernière édition du Concise Oxford English Dictionary contient plus de 240 000 entrées et 1 681 pages (concise que par rapport à son parent OED de plus de 21 000 pages). La onzième édition est aussi disponible en version sur livre électronique.

## Éditions
- 1re édition : 1911
- 2e édition : 1929
- 3e édition : 1934
- 4e édition : 1951
- 5e édition : 1964
- 6e édition : 1976
- 7e édition : 1982
- 8e édition : 1990
- 9e édition : 1995
- 10e édition : 1999, révisée en 2001
- 11e édition : 2004, révisée en 2006 et 2008
- 12e édition : 2011